# Господи, помилуй!
Го́споди, поми́луй! (греч. Κύριε ἐλέησον, лат. Kyrie eleison) — призывание, часто используемое в молитвословии и богослужении (как песнопение) в исторических церквях. Восходит к молитве иерихонских слепцов:

Помилуй нас, Господи! (Έλέησον ἡμᾶς Κύριε).
— Мф. 20:30, 31

## Православие
В Православной церкви завершает собой большинство прошений ектеньи во время общественного богослужения. Кроме того, богослужебный устав предусматривает троекратное, 12- и 40-кратное, а в ряде случаев 30-, 50- и 100-кратное повторение этого призыва (например, на вечерне). В русской литургической традиции за редким исключением произносится в славянской версии. Является краткой формой Иисусовой молитвы «Го́споди Иису́се Христе́, Сы́не Бо́жий, поми́луй мя гре́шнаго (-ую)». Князь Владимир Мономах почитал эту молитву наилучшей: «А́ще инѣ́х моли́твъ не умѣ́ете мо́лвити, а Го́споди поми́луй зовѣ́те беспреста́ни, вта́йнѣ: та бо есть моли́тва всѣх лѣ́пши».

### Смысловые значения
Церковнославянское слово «помилуй» может означать:
1. спаси;
2. пощади;
3. защити;
4. сохрани;
5. избери;
6. приими;
7. избавь от наказания;
8. окажи милость;
9. стань милым (любимым, близким);
10. вспомни, помяни (во Царствии Твоем);
11. привлеки к Себе;
12. сделай своим.

## Католицизм
В Католической церкви Kyrie — первый по порядку ординарный распев мессы. Строится из трёх частей: (1) Kyrie eleison, (2) Christe eleison, (3) Kyrie eleison; каждая из аккламаций повторяется трижды (то есть всего 9 аккламаций). Музыкальная форма Kyrie в разные эпохи и в разных локальных традициях разная, например, AAA BBB CCC1 (сквозная строфическая), или AAA BBB AAA1 (репризная) и др. Мелодии Kyrie, которые используются в григорианской мессе, изысканны и относятся к мелизматическому типу. От Kyrie в мессе следует отличать молитвенные Kyrie в ординарии оффиция — простые короткие распевы силлабического типа.

### Идентификация
Поскольку в латинском обряде используется много мелодий для распева Kyrie, их различают по местоположению в литургическом распорядке (для богородичных, для двойных, для полудвойных и т. д. праздников); часть мелодий собрана в раздел ad libitum (не прикреплены к церковному календарю). В X—XI веках мелизматические Kyrie активно тропировали. В ходе позднейших реформ Католической церкви тропы были удалены, но инципиты текстов остались как идентификаторы мелодий, например, Kyrie Fons bonitatis.
Список стандартных мелодий Kyrie (по Liber usualis).

#### in festis
1. (на Пасху) Kyrie Lux et origo
2. (на обычные праздники) Kyrie Fons bonitatis
3. (на праздники) Kyrie Deus sempiterne
4. (на двойные праздники) Kyrie Cunctipotens Genitor Deus
5. (на двойные праздники) Kyrie Magnae Deus potentiae
6. (на двойные праздники) Kyrie Rex Genitor
7. (на двойные праздники) Kyrie Rex splendens
8. (на двойные праздники) Kyrie De angelis
9. (на богородичные праздники) Kyrie Cum jubilo
10. (на богородичные праздники) Kyrie Alme Pater
11. (на воскресные праздники) Kyrie Orbis factor
12. (на полудвойные праздники) Kyrie Pater cuncta
13. (на полудвойные праздники) Kyrie Stelliferi Conditor orbis
14. (в октавах) Kyrie Jesu Redemptor
15. (после Рождества) Kyrie Dominator Deus
16. (в будни) [без названия]
17. (на Адвент и Великий пост) [без названия]
18. (на Адвент и Великий пост) Kyrie Deus Genitor alme

#### ad libitum
1. Kyrie Clemens Rector
2. Kyrie Summe Deus
3. Kyrie Rector cosmi pie
4. Kyrie Altissime
5. Kyrie Conditor Kyrie omnium
6. Kyrie Te Christe Rex supplices
7. Kyrie Splendor aeterne
8. Kyrie O Pater excelse
9. Kyrie Orbis factor
10. Kyrie Salve

## Прочие сведения
От песнопения Kyrie eleison происходит русское слово «куроле́сить» (в период христианизации Руси первыми священнослужителями были греки. При этом совершаемое ими византийское богослужение являлось столь чуждым и непонятным для народа, что простые прихожане не понимали греческих песнопений, произносимых наспех — «куролес» стало синонимом бессмыслицы).